# Neommatissus benguetensis
Neommatissus benguetensis är en insektsart som först beskrevs av Baker 1919.  Neommatissus benguetensis ingår i släktet Neommatissus och familjen Tropiduchidae. Inga underarter finns listade i Catalogue of Life.